# Abdelmálik
ʿAbd al-Malik ibn Aḥmad ibn Hūd Imād ad-Dawla, noto anche più semplicemente come Abdelmálik ibn Mustaín (in arabo أبو مروان عبد الملك بن أحمد بن هود عماد الدولة‎?) (... – 1130), è stato il quinto re della dinastia hudí della Taifa di Saragozza.

## Biografia
Il legittimo successore di al-Musta'in II, alla morte del padre il 24 gennaio 1110 nella battaglia di Valtierra davanti alle truppe comandate dall'aristocrazia aragonese e navarrese, non poté resistere alle vessazioni a cui fu sottoposto dagli Almoravidi e Aragonesi. Voleva accedere al trono ma nella capitale della Taifa di Saragozza il partito Almoravide, più fondamentalista, era cresciuto d'importanza e i saragozzani chiedevano a Imad al-Dawla di astenersi dallo stabilire accordi con i cristiani, condizione che Abdelmálik apparentemente accettò, ma in seguito avrebbe disatteso.
A metà febbraio di quell'anno, il governatore Almoravide di Valencia, chiamato Ibn Fatima, partì per Saragozza con l'idea di prendere possesso della città, ma i saragozzani finirono per impedirglielo, forse timorosi di provocare una guerra civile tra i sostenitori del re Hudi e quelli inclini a integrare il regno nell'Impero Almoravide.
Fu allora che si scoprì, secondo lo storico arabo Ibn Idari, che Imad al-Dawla aveva continuato a mantenere accordi con i regni cristiani, il che provocò, anche se il re Hudi aveva fatto appello alla tradizione di buoni rapporti con l'emiro Almoravide, Ali ibn Yúsuf, che il nuovo governatore di Valencia Ibn al-Hach si trasferisse nella capitale della media valle dell'Ebro per occupare il governo di Saragozza. Questa volta prevalsero i desideri della fazione pro-Almoravide e il 31 maggio 1110 Ibn al-Hach prese possesso del Castello dell'Aljafería. Così terminò la dinastia hudí nella taifa di Saragozza. 
Tuttavia, Abdelmálik si rintanò nell'inespugnabile fortezza di Rueda, dove creò una piccola entità formata dalle piazze che ancora dominava: alcuni castelli vicino a Calatayud e la città di Borja. Immediatamente stabilì contatti con Alfonso I di Aragona per prestargli vassallaggio e molestare il nuovo potere Almoravide di Saragozza con le sue forze, una situazione che il Battagliero accettò. 
Nel 1122, dopo la conquista di Saragozza da parte del re d'Aragona (dicembre 1118), questi decise di incorporare Borja, luogo del suo suddito Abdelmálik, ai suoi domini diretti. La causa non è chiara e potrebbe essere dovuta a una crisi nei rapporti tra signore e vassallo o al desiderio della popolazione islamica di questa città, che avrebbe visto l'opportunità di capitolare in un'occasione favorevole. La resa fu patteggiata e tutto indica che dovette garantire alla popolazione musulmana delle condizioni vantaggiose. Rispettava il potere giuridico della moschea, che poteva continuare ad applicare la Shari'a, che sarebbe continuata ad essere applicata dagli alaxemis (alguacili). Anche prigionieri e ostaggi vennero scambiati reciprocamente, e i musulmani ricevettero un compenso finanziario per la consegna dei prigionieri. A coloro che volevano lasciare la città venne offerta sicurezza e la promessa di non reagire contro i musulmani che avevano scelto di rimanere nella nuova città cristiana. Detto questo, Abdelmálik non avrebbe dovuto manifestare alcuna opposizione. Borja fu ceduta a Orti Ortiz, López e Tizón e nella piazza sarebbe stato costruito un nuovo castello. 
Abdelmálik rimase un alleato del re d'Aragona nel castello di Rueda fino al 1130, anno in cui, alla sua morte, gli succedette nei domini di Rueda de Jalón il suo discendente Abu Ya'far Ahmad ibn Hud Saif al-Dawla chiamato nelle cronache cristiane Zafadola, che dominò la piazza tra il 1130 e il 1146.